# Michael Bentt
Michael Bentt est un acteur et ancien boxeur américain né le 4 septembre 1965 à Londres.

## Carrière de boxeur
Médaillé de bronze lors des championnats du monde de boxe amateur 1986 à Reno, il devient champion du monde poids lourds WBO à son 12e combat professionnel le 29 octobre 1993 après avoir battu par arrêt de l'arbitre dès la 1re reprise Tommy Morrison. Il perd sa ceinture dès le combat suivant (le 19 mars 1994) face à Herbie Hide puis se retire des rings pour entamer une carrière d'acteur.

## Postérité
Michael Bentt est le sujet du 1er épisode de la série documentaire Losers de Netflix . Intitulé "le faux champion", il met en avant le parcours de Michael Bentt et en particulier la relation avec son père, son parcours de boxeur et sa vie après sa carrière sportive.